# Amphitrota
Amphitrota là một chi bướm đêm thuộc họ Noctuidae.